# 卡拉恰耶夫斯克
卡拉恰耶夫斯克（俄语：Карача́евск）是俄罗斯卡拉恰伊-切尔克斯共和国的一个城市。人口21,040人（2017年人口普查），以卡拉恰伊人為主。

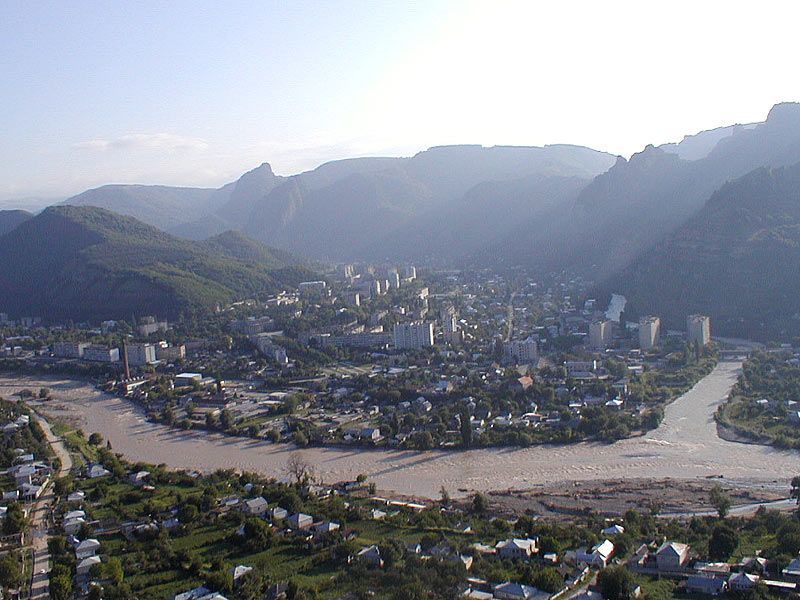